# Guldvireo
Guldvireo (Vireo hypochryseus) är en fågelart i familjen vireor.

## Utseende och läte
Guldvireon är en ganska liten (12–13 cm) och knubbig vireo med relativt lång stjärt. Med den bjärta gulgröna fjäderdräkten och den resta stjärten påminner den starkt om den mindre fågelarten svartkronad skogssångare. Notera dock brett ljust ögonbrynsstreck, kraftigare näbb och kraftigare blågrå ben. Sången beskrivs som en typisk högljudd serie, "chu-chu-chu-chu”, medan den varnar med nasala läten.

## Utbredning och systematik
Guldvireon är endemisk för Mexiko. Den delas upp i tre underarter med följande utbredning:
- Vireo hypochryseus nitidus – låglänta områden i västra Mexiko, i sydligare Sonora
- Vireo hypochryseus hypochryseus – tropiska västra Mexiko (Sinaloa och västra Durango till västra Oaxaca)
- Vireo hypochryseus sordidus – ögruppen Islas Marías utanför västra Mexiko

## Levnadssätt
Guldvireons naturliga habitat är subtropiska eller tropiska torrskogar och tropiska eller subtropiska fuktiga låglänta skogar. Den finns mestadels på tropiska, högt belägna bergssluttningar på mellan 900 och 1600 meters höjd där den hämtar föda från lövverken. Den är relativt skygg.

## Status
Arten har statusen livskraftig av IUCN eftersom dess utbredningsområde, populationsstorlek och populationstrend inte tros uppnå de satta kriterierna för nästa steg i skalan, nära hotad, eller sårbar.